# Миленко Михајловић
Миленко Михајловић (Београд, 19. новембар 1953) српски је сликар, карикатуриста и цртач стрипа.

## Живот
Завршио је Факултет ликовних уметности Универзитета уметности у Београду, на одсеку за сликарство у класи професорке Мирјане Михаћ. Магистрирао је 1987. са изложбом из циклуса „Локвањи“.
Један је од аутора симбола грађанског отпора Београђана, Србије и Југославије у данима агресије НАТО (1999), у облику пар црних и белих концентричних кругова. Радио је као уредник карикатуре и стрипа у сатиричним листовима „Студент” (1985—1987), „Данга” (1993—1998) и „Наша крмача“.
Године 1985. освоји је друго место на конкурсу карикатуре ПЈЕР, а 1986. је освојио треће место.
Члан је Удружења ликовних уметника Србије (УЛУС) и Удружења стрипских уметника Србије (УСУС).

## Изложбе
Свој сликарски опус дели на циклусе-самосталне изложбе:
- „Босна“ (1985)
- „Локвањи“ (1987)
- „Београдски кровови ноћу“ (1989)
- „Сопоћани“ (1990)
- „Магија Београда“ (1990)
- „Птице“ (1991)
- „Жртва“ (1991)
- „Коже“ (1992)
- „О реци“ (1993)
- „Картони “(1993)
- „Хиландар“ (1995)
- „Ходочашће“ (1997)
- „Окамењено море“ (2000)
- „Црно бели свет“ (2002)
- „Џез и блуз портрети“ (2003)
- „Београд од кафане до кафане“ (2004)
- „Ходочашће Београда“ (2005)
- „Метеори“ (2007)
- „Служб“ (2008)
- „Београд (у малом) кога више нема“ (2010)
- „Нешто с анђелима“, Мали изложбени салон, Бански двор, Бања Лука (2011)
- „Нешто с анђелима“ (2012)
- „Београдски круг оловком“ – цртежи оловком (2013)
- „Савамала“ – цртежи тушем (2013)

## Признања (секција под израдом)
- Звање Витез од духа и хумора (Гашин сабор, 2018), додељују Центар за уметност стрипа Београд при Удружењу стрипских уметника Србије и Дечји културни центар Београд[5]